# Staelia longipedicellata
Staelia longipedicellata är en måreväxtart som beskrevs av R.M.Salas och Elsa Leonor Cabral. Staelia longipedicellata ingår i släktet Staelia och familjen måreväxter.
Artens utbredningsområde är Bolivia. Inga underarter finns listade i Catalogue of Life.